# Thetis-Klasse (1989)
Die Thetis-Klasse ist eine Klasse von Offshore Patrol Vessels (OPV) in Fregattengröße, die von der dänischen Marine seit 1991 eingesetzt wird. Die vier Schiffe wurden von Svendborg Skibsværft A/S in Svendborg auf Fünen gebaut.

## Geschichte

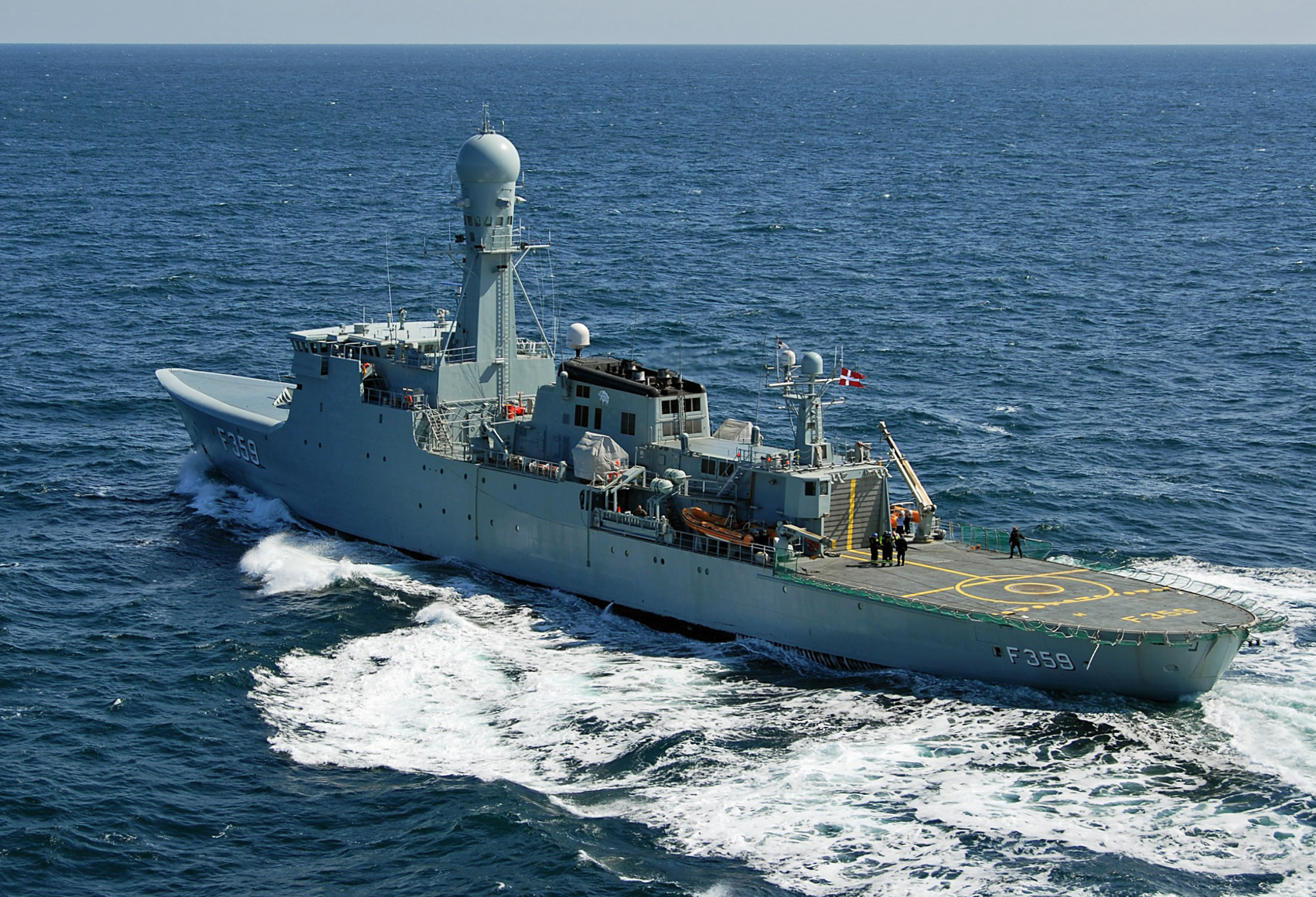
HDMS Hvidbjoernen (F360)

Die vier Schiffe der dänischen Marine wurden 1991 und 1992 in Dienst gestellt. Sie werden unter anderem für den Küstenschutz vor Grönland und Island eingesetzt. Um den ganzjährigen Einsatz auch in nördlichen Breiten zu ermöglichen, können die Schiffe der Thetis-Klasse Eis bis zu einer Stärke von 80 cm brechen.
Die etwas ungewöhnlich klassifizierten Schiffe der Thetis-Klasse basieren auf einem Design mit einem breiten Einsatzspektrum. So verfügen die Schiffe über die Möglichkeit, sowohl Aufgaben der Küstenwache zu übernehmen, Operationen im Eismeer durchzuführen als auch im Rahmen der NATO an Kampfaufgaben teilzunehmen. So war die Thetis 2009 Flaggschiff der Standing NATO Mine Countermeasures Group 1 (SNMCMG 1), dem ständigen Minenabwehrverband der NATO. Mittlerweile wurden Bewaffnung und Sensoren aus Kostengründen stark zurückgebaut. Von der Bewaffnung verblieb lediglich das 76 mm Geschütz sowie ein 12,7 mm MG.
Die Schiffe sind nach denen der Absalon-Klasse und der Iver-Huitfeldt-Klasse die drittgrößten der dänischen Marine.

## Namensgebung
Die Thetis und die Triton wurden alle nach Figuren der Griechischen Mythologie benannt, die Vædderen (dän.: Widder) nach dem Wappentier der Färöer und die Hvidbjørnen (veraltetes Dänisch: Eisbär) zu Ehren Grönlands nach dem einheimischen Tier, das zugleich dessen Wappentier ist.

## Einheiten
| Kennung | Name        | Kiellegung       | Stapellauf        | Indienststellung  | Rufzeichen | Taufpate                                         |
| ------- | ----------- | ---------------- | ----------------- | ----------------- | ---------- | ------------------------------------------------ |
| F357    | Thetis      | 10. Oktober 1988 | 14. Juli 1989     | 1. Juli 1991      | OUEU       | Frederik von Dänemark                            |
| F358    | Triton      | 27. Juni 1989    | 16. März 1990     | 2. Dezember 1991  | OUEV       | Poul Schlüter, Premierminister von Dänemark      |
| F359    | Vædderen    | 19. März 1990    | 21. Dezember 1990 | 9. Juni 1992      | OUEW       | Atli Dam, Ministerpräsident von Färöer           |
| F360    | Hvidbjørnen | 2. Januar 1991   | 11. Oktober 1991  | 30. November 1992 | OUEX       | Lars-Emil Johansen, Premierminister von Grönland |